# Sabina Miclea-Grigoruță
Sabina Miclea-Grigoruță (ur. 4 grudnia 1990) – rumuńska siatkarka, grająca na pozycji rozgrywającej. Od sezonu 2019/2020 występuje w drużynie CS Universitatea Cluj.

## Sukcesy klubowe
Puchar Rumunii:
- 2008, 2009, 2013, 2014, 2015

Mistrzostwo Rumunii:
- 2008, 2009, 2010, 2013, 2014
- 2012